# Wola Rafałowska (województwo podkarpackie)
Wola Rafałowska – wieś w Polsce, położona w województwie podkarpackim, w powiecie rzeszowskim, w gminie Chmielnik. Przy drodze wojewódzkiej 877.
| SIMC    | Nazwa      | Rodzaj    |
| ------- | ---------- | --------- |
| 0646452 | Bąkówka    | część wsi |
| 0646469 | Doły       | część wsi |
| 0646475 | Dwór       | część wsi |
| 0646481 | Góra       | część wsi |
| 0646498 | Grodzisko  | część wsi |
| 0646506 | Jaworznik  | część wsi |
| 0646512 | Krzywa     | część wsi |
| 0646529 | Łachówka   | część wsi |
| 0646535 | Michałki   | część wsi |
| 0646541 | Pole       | część wsi |
| 0646558 | Tomaszówka | część wsi |
| 0646564 | Upady      | część wsi |

Wieś położona w powiecie przemyskim, była własnością Jana Klemensa Branickiego, jej posiadaczem był Stanisław Czermiński, została spustoszona w czasie najazdu tatarskiego w 1672 roku. W latach 1975–1998 wieś należała administracyjnie do województwa rzeszowskiego.
Siedziba parafii Świętej Trójcy i Podwyższenia Krzyża Świętego, należącej do dekanatu Tyczyn, diecezji rzeszowskiej.